# Freudensteintunnel
Der Freudensteintunnel ist mit einer Länge von 6824 m (Streckenkilometer 62,086 bis 68,910) der längste Eisenbahntunnel der Schnellfahrstrecke Mannheim–Stuttgart. Der Tunnel unterquert etwa in seiner Mitte den Ortsteil Freudenstein der Gemeinde Knittlingen und trägt daher seinen Namen.
Das Bauwerk gilt als hydrologisch und geologisch schwierigster Tunnel der Strecke.

## Verlauf und Lage

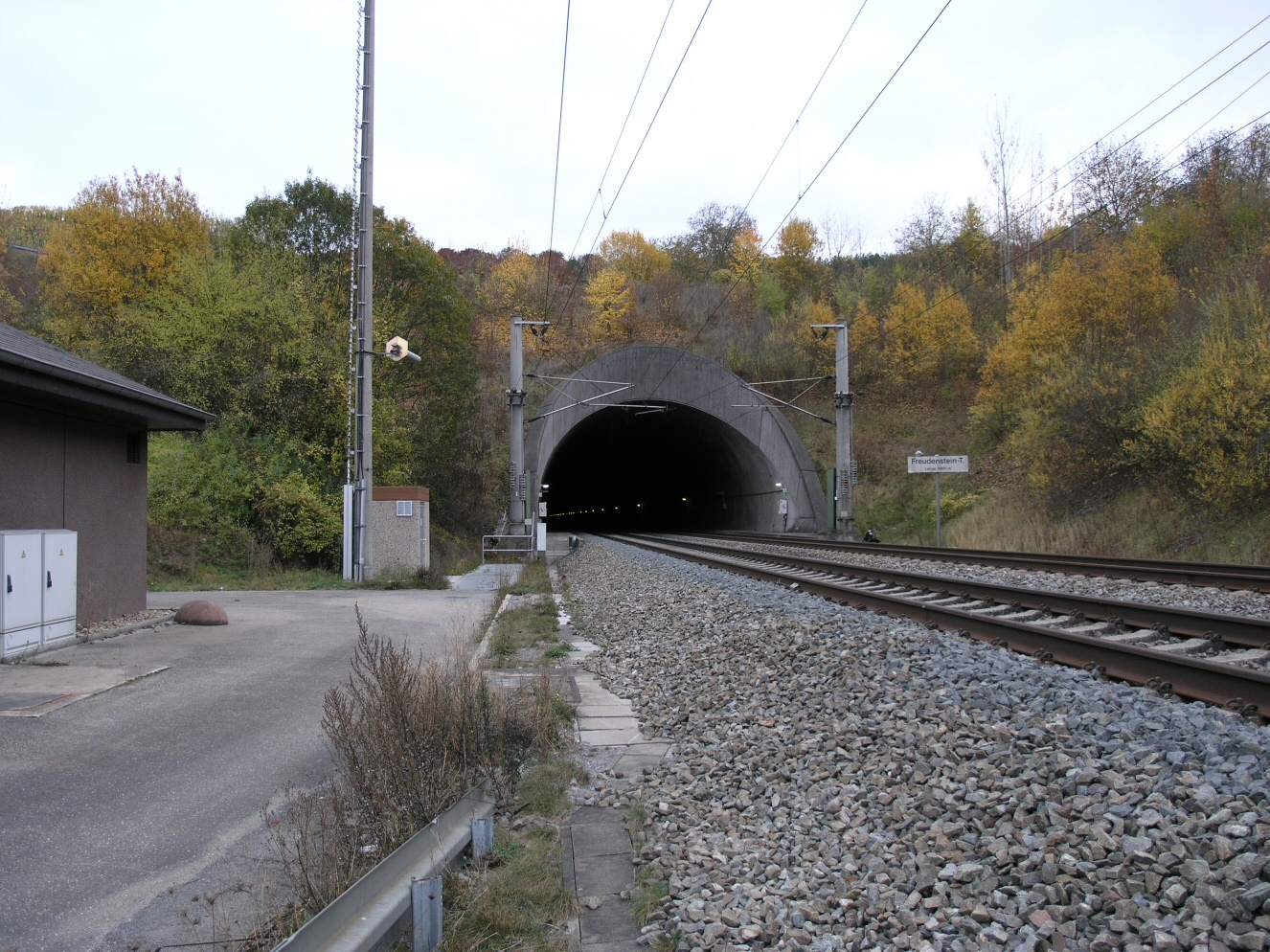
Westportal des Freudensteintunnels

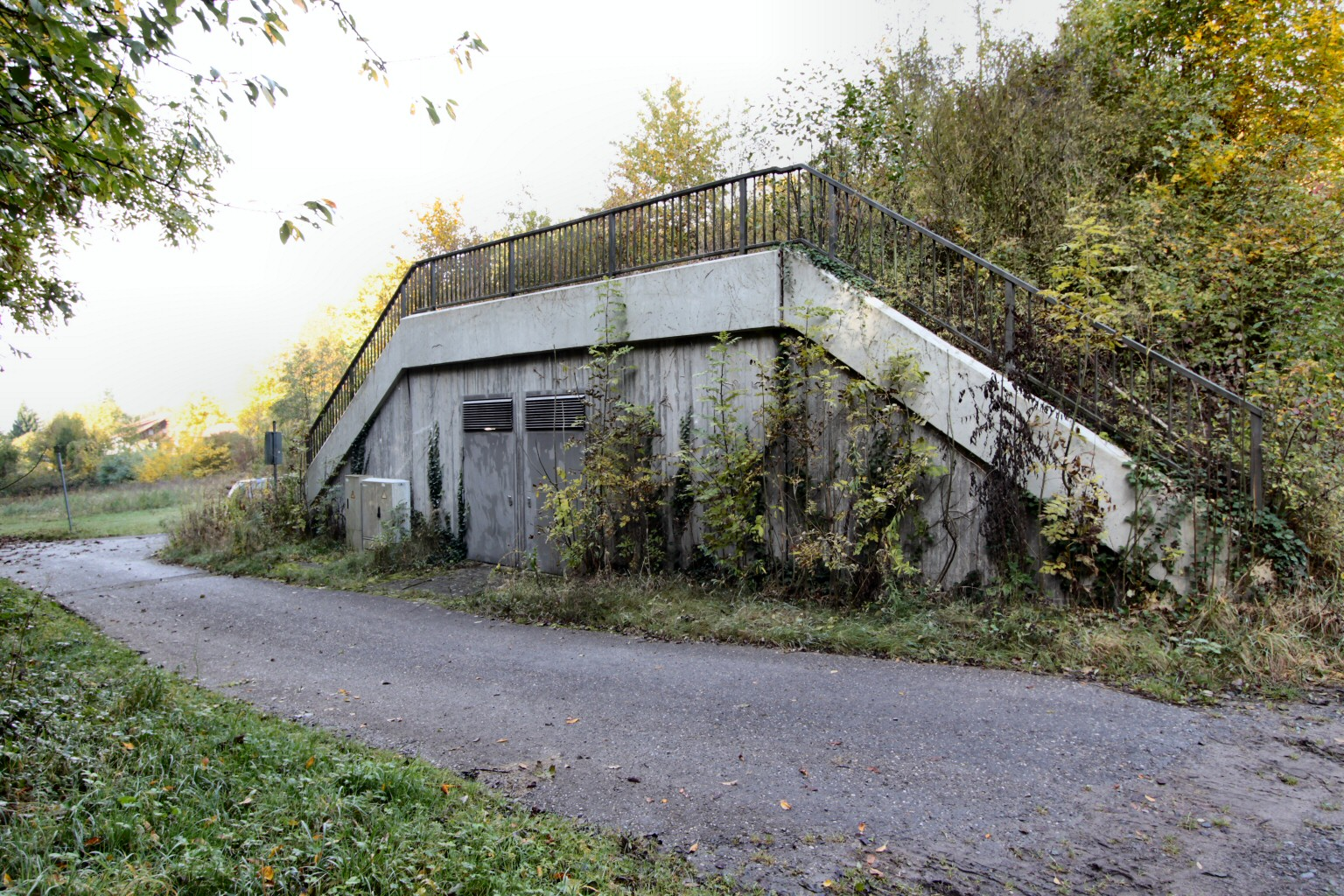
Der Notausgang des Tunnels in der Nähe von Freudenstein

Der zweigleisige und mit planmäßig bis zu 250 km/h befahrbare Tunnel unterquert den Naturpark Stromberg, die so genannte Strombergmulde, im Bereich der Gemarkungen Oberderdingen (Landkreis Karlsruhe) und Knittlingen (Enzkreis).
Die Trasse verläuft Richtung Stuttgart in südöstlicher Richtung. Sie verläuft dabei zunächst in einer Gerade und geht anschließend in eine Rechtskurve (Richtung Stuttgart) mit einem Radius von 10.000 m über, auf die eine weitere Gerade folgt.
Die Gradiente steigt dabei zunächst mit rund einem Promille an und geht, bei km 64, in eine Steigung von 12,403 Promille über. Die Überdeckung liegt bei bis zu 101 m, dem höchsten Wert der Neubaustrecke.
In der Nähe des Nordwestportals des Tunnels liegt, im Tunnel, die Überleitstelle Freudenstein. An das Südostportal des Tunnels schließt sich ein Einschnitt an.
Beim Kilometer 65,0 (49° 1′ 55″ N, 8° 49′ 43″ O) führt ein Notausgang an die Oberfläche, die an dieser Stelle rund 50 m über der Gleisachse liegt. Der Notausgang endet am östlichen Rand der Gemeinde Freudenstein. An das Südostportal schließt sich ein Trogbauwerk an.

## Geschichte

### Planung
Der Tunnel war in seiner heutigen Form nie vorgesehen und geht auf einen besonders intensiven Widerstand in den örtlichen Gemeinden zurück.
Nach dem Planungsstand der Vortrassierung (Oktober 1973) war zwischen Großvillars und Diefenbach ein 4,7 km langer Tunnel unter dem Freudenstein vorgesehen. Zaisersweiher sollte nordöstlich oberirdisch umfahren werden, bevor die Strecke bei Schützingen in einen weiteren kurzen Tunnel eintreten sollte.
Im Zuge des im November 1978 zwischen Bundesverkehrsminister Kurt Gscheidle und Baden-Württembergs Ministerpräsidenten Lothar Späth vereinbarten 135-Millionen-DM-Pakets wurde der bis dahin geplante 405 m lange Tunnel unter dem Oberderdinger Horn und der 2775 m lange Tunnel unter dem Freudenstein zusammengelegt und im Bereich der Jungviehweide bis zur Landesstraße 1134 verlängert. Der daraus hervorgegangene Tunnel wurde mit einer geplanten Länge von etwa 5530 m zum längsten Tunnel der Neubaustrecke. Die Mehrkosten wurden mit 80,5 Millionen D-Mark beziffert.
Am 23. Mai 1979 vereinbarten die Bürgermeister von Maulbronn, Illingen-Schützingen und Sternenfels-Diefenbach, die Tieferlegung der Neubaustrecke zur wichtigsten Forderung einer Reihe von gemeinsamen Auflagen zu machen. Anfang Juni 1979 wurde das Planfeststellungsverfahren im Abschnitt 10b (Zaisersweiher-Diefenbach) eingeleitet. Der Kreistag des Enzkreises forderte in seiner Stellungnahme vom 16. Juli 1979, den Nachweis der Notwendigkeit der Neubaustrecke; das Landratsamt schloss sich am 7. August dieser Forderung an und forderte darüber hinaus eine Tieferlegung der Strecke im Zaisersweiher Tal. Am 20. Juli 1979 fand eine Bürgerversammlung in Zaisersweiher statt, am 21. September gleichen Jahres folgte eine Versammlung in Diefenbach.
Am 6. August 1979 forderte das Regierungspräsidium Karlsruhe unter Androhung kommunalaufsichtlicher Mittel auf, die Pläne der Neubaustrecke zeitnah auszulegen. Die Auslegung für den Planfeststellungsabschnitt 10b erfolgte vom 3. September bis 3. Oktober 1979. Zwischen 10. September und 10. Oktober folgte die Auslegung für den Abschnitt 10a (Oberderdingen). Ende September 1979 lehnte der Gemeinderat von Diefenbach die Neubaustrecke ohne angebotene Alternativen grundsätzlich ab.
Am 5. Oktober 1979 fand in Zaisersweiher eine Bürgerversammlung sowie eine Diskussion von Bundes- und Landtagsabgeordneten statt. Am 10. Oktober lehnte die Stadt Maulbronn in ihrer Stellungnahme für das Planfeststellungsverfahren im Abschnitt 10b die vorgelegten Pläne ab und bekräftigte eine Ablehnung der Neubaustrecke als Ganzes, so lange deren Notwendigkeit und Wirtschaftlichkeit nicht nachgewiesen werde.
Noch 1983 war eine Länge von 6.635 m für das Bauwerk geplant. Die Portale sollten demnach bei den Streckenkilometern 62,100 und 68,735 entstehen. Um 1984 war dagegen bereits eine Länge von 6.800 m geplant (km 62,100 bis 68,900). Die ersten rund 700 m östlichen Tunnelmeter sollten in offener Bauweise entstehen.
Im Tunnel lag, bei km 65,698, die Grenze zwischen den Planfeststellungsabschnitten 10a (westlich) und 10b (östlich).

### Bau
Den Bauarbeiten ging ein Probevortrieb zwischen Oktober 1984 und dem Sommer 1987 voraus.
Ab November 1984 wurde dazu, im Schutz einer Grundwasserabsenkung, vor der südöstlichen Anschlagsstelle eine Baugrube angelegt.
Zur Erkundung des als schwierig geltenden Gebirges wurde am 29. Mai 1985 ein Erkundungsstollen zur intensiven Untersuchung der geologischen Verhältnisse angeschlagen. Der Westabschnitt (Los 1) wurde dabei in Neuer Österreichischer Tunnelbauweise vorgetrieben, wobei nach wenigen hundert Metern (km 62,360 bis 62,654) der Querschnitt auf die Größe des geplanten Fahrtunnels aufgeweitet wurde. Dabei sollten unter anderem geeignete Querschnittsformen und Betondicken ermittelt werden. Im weiteren Verlauf wurden zwei weitere Untersuchungsbereiche (km 63,860 bis 64,090 und km 64,925 bis 65,540) in diesem Los angelegt. Im zweiten Los, auf der Ostseite, wurde auf einer Länge von rund 1200 m ein Maschinenvortrieb (Vollschnittmaschine) erprobt; dabei entstand zwischen den km 66,750 und 66,160 ein weiterer Untersuchungsbereich. Als Tunnelpatinnen fungierten Karin Kuhnhenn (Los 1) und Barbara Prommersberger (Los 2).
Beim Vortrieb des Erkundungsstollens wurde beim km 62,814 ein seitlich abzweigender Stollen eingerichtet. Auf eine rund 80 m lange und mit 15 Prozent ansteigende Zufahrt folgt dabei der so genannte Untersuchungsbereich U1. In diesem etwa 120 m langen Versuchsstollen wurden verschiedene Methoden zur Auslegung des Tunnels im quellfähigen Gebirge im Maßstab 1:2 erprobt. In mehreren Blöcken wurde dabei das so genannte Widerstandsprinzip getestet, bei dem der Tunnel dem Quell- bzw. Schwelldruck widerstehen soll. In weiteren Abschnitten wurde das Ausweichprinzip erprobt, bei dem der Tunnel mit einer „Knautschzone“ unter dem Sohlgewölbe versehen wurde. Der gesamte Versuchsabschnitt entspricht im Maßstab 1:2 dem Fahrtunnelquerschnitt. Um Reaktionen des Gebirges bei Wasserzutritt zu prüfen, wurde Wasser durch etwa 560 Bewässerungsbohrungen von etwa 5 m Tiefe in das Gebirge geleitet, um Quell- und Schwellvorgänge anzuregen. Die Messungen, bei denen vier verschiedene Verfahren erprobt wurden, liefen bis 2007. Laut Angaben der Deutschen Bahn ist das Versuchsbauwerk weltweit einmalig (Stand: 2013).
Der Anschlag des Fahrtunnels erfolgte am 14. Januar 1987. Der Bau des Tunnels war in drei Baulose unterteilt: auf das 4060 m lange Los West (km 62,100 bis 66,160) folgte das 2340 m lange Los Mitte (bis km 64,490) und schließlich ein kurzes Los Ost. Die Patenschaften hatten Angela Schlee (Ehefrau des damaligen Innenministers Dietmar Schlee) für das Los West und Irmhild Fein (Gattin des Leiters der Projektgruppe NBS Karlsruhe) für das Los Mitte übernommen.
Der Durchschlag wurde am 24. Juni 1988 gefeiert.
Am 15. Juni 1990 wurde die Fertigstellung des Tunnels gefeiert. Das Bauwerk wurde als letzter Tunnel der Strecke fertiggestellt. Zu diesem Zeitpunkt war der Gleis- und Fahrleitungsbau bereits von beiden Seiten bis an die Tunnelportale vorgerückt. Letzte Einbauten erfolgten erst Anfang 1991, wenige Monate vor Eröffnung der Strecke.
Bei Baubeginn lagen die geplanten Baukosten bei 400 Millionen D-Mark (andere Quelle: 350 Millionen DM). Dabei entfielen auf das Los West Rohbaukosten von 102 Millionen DM, für das Los West wurden 168 Mio. DM geschätzt.

### Betrieb
Das Bauwerk wird täglich, in Summe beider Richtungen, von 122 Zügen des Personenfernverkehr- und 20 Güterzügen befahren. Ab 2018 sollte die Entwässerung des Bauwerks über einen sechsmonatigen Zeitraum hinweg saniert werden.
Auf der vierstufigen Zustandsnoten-Skala von DB Netz war das Bauwerk 2014 und 2017 in die Kategorie 3 eingestuft („Umfangreiche Schäden am Bauwerksteil, welche die Standsicherheit nicht beeinflussen. Eine Instandsetzung ist noch möglich, ihre Wirtschaftlichkeit zu prüfen.“). 2009 war das Bauwerk noch in der Zustandskategorie 2 zugeordnet („Größere Schäden am Bauwerksteil, welche die Sicherheit nicht beeinflussen. Maßnahmen des vorbeugenden Unterhalts sind bei lang- und mittelfristig (länger als 18 Jahre) zu erhaltenden Bauwerksteilen auf ihre Wirtschaftlichkeit hin zu überprüfen.“)
Im Zuge einer Streckensperrung wurden im Juni 2020 insgesamt 397 Ausleger der Oberleitung erneuert. Im gleichen Monat wurde ferner das Gleis Mannheim–Stuttgart erneuert.
Am 28. September 2021 kam es auf Höhe des Tunnels zu einem Oberleitungsschaden. Die Oberleitung blieb auf dem Dach eines Zuges liegen. Die Oberleitung wurde abgeschaltet, wodurch der betroffene Zug und ein weiterer Zug im Tunnel zum Stehen kamen. Der Verursacherzug wurde aus dem Tunnel geschleppt, der andere konnte die Fahrt aus eigener Kraft fortsetzen.
Im November 2021 wurden Leistungen zu „Monitoring und Erkundung“ im Tunnel ausgeschrieben. Im September 2022 wurde eine „dauerhaft beständige Netzsicherung aus Gittermasten von in Summe ca. 500 Meter Länge eingebaut“. Ferner sollen „Probeinjektionen zur Absicherung der weiteren Planung durchgeführt werden“.
2024 gab die Deutsche Bahn bekannt, dass eindringendes Wasser zum Quellen des Gesteins geführt hat und deswegen Risse in der Innenschale entstanden sind. Ab dem 17. April 2025 erfolgte eine Sanierung. Dabei wurde etwa 1000 laufende Meter Drahtnetze in die Tunnelfirste eingebracht und zwei Dammringe sowie drei Pumpen (zur Entwässerung der Tunnelsohle) eingebaut. Damit soll verhindert werden, dass sich das Gestein unter Wasserzutritt weiter ausdehnt. Die Maßnahmen erfolgten im Drei-Schicht-Betrieb rund um die Uhr und sollten 7,5 Millionen Euro kosten. Durch die damit notwendigen Umleitungen kam es zwischen Mannheim und Stuttgart zu Fahrzeitverlängerungen von rund 45 Minuten. Die Baustelle wurde nach Umsetzung aller Arbeiten am 6. Juni 2025 planmäßig abgeschlossen.

## Geologie
Das Tunnelbauwerk quert in einem 4,8 Kilometer langen Abschnitt quell- und schwellfähiges Gebirge. Der 1985 angeschlagene Erkundungsstollen diente maßgeblich der Untersuchung dieser geologischen Formationen. Als problematisch erwiesen sich Anhydrit-führende Schichten im Gebirge, ein Gestein, das sich bei Kontakt mit Wasser um bis zu 64 Prozent ausdehnt. Bei einer Dehnungsbehinderung wurden im Labor Drücke bis acht MPa gemessen. In mehrmonatigen Versuchen und Messungen wurden verschiedene Tunnelprofile analysiert. Als Lösung wurde eine verstärkte Innenschale und in der Sohle eine 1,2 m dicke „Knautschzone“ aus komprimierbarem Füllmaterial (schaumig-glasig gebrannter Blähton) zur Reduzierung von Schwelldrücken entwickelt. Öffnungen in den Tunnelwänden im Abstand von 55 m führen außerdem das anstehende Grundwasser durch den Tunnel ab. Nach Bahnangaben handelte es sich dabei um ein bis dato einmaliges Verfahren. Bei der Durchörterung des quellfähigen Gebirges flossen auch Erfahrungen aus dem Tunnel der S-Bahn Stuttgart und eines Großversuchs am Wagenburgtunnel in Stuttgart mit ein. Der Erkundungsstollen verlief vom Westportal bis unweit des geplanten Ostportals, auf einer Gesamtlänge von 6.109 m. Aufgrund der technischen Lösung des Schwellproblems wurde das Bauwerk im Jahre 1992 mit dem Ingenieurbau-Preis ausgezeichnet.
Zur Herstellung war ein Ausbruchsquerschnitt von bis zu 190 Quadratmetern notwendig geworden. Die rund 860.000 m³ Ausbruchsmassen wurden mittels einer vom Westportal aus errichteten Normalspur-Bahn abtransportiert. Bis auf die ersten 400 m am Südostportal, die in offener Bauweise hergestellt wurden, erfolgte der Bau des Tunnels in nur 16 Monaten in bergmännischer Bauweise mit Vollschnitt- bzw. Teilschnittfräsen und wurde von mehreren Angriffspunkten vorangetrieben.
Insgesamt wurden drei Schächte zum Bau des Tunnels eingerichtet: Während der Schacht Burgstallbach (ca. km 65,0) heute als Notausgang verwendet wird, wurden die Schächte Hof Hermann (ca. km 66,9) und Bernhardsbach (ca. km 64,0) nach dem Abschluss der Bauarbeiten wieder verfüllt. Der Bau der Schächte war in der ursprünglichen Planung nicht vorgesehen. Die Schächte Bernhardsbach und Burgstallbach wurden aufgrund neuer Vorschriften zur Bewetterung errichtet, der Schacht Hof Herrmann diente zur Ableitung des während der Bauzeit angefallenen Grundwassers.